# Edgar Álvarez
Edgar Anthony Álvarez Reyes (Puerto Cortés, 18 januari 1980) is een Hondurees betaald voetballer die bij voorkeur als centrale middenvelder speelt. Hij verruilde in 2009 AS Roma voor AS Bari. In mei 2001 debuteerde hij in het Hondurees nationaal elftal, waarvoor hij meer dan veertig interlands speelde.
Álvarez speelde in eigen land van 1996 tot 2003 bij Deportivo Platense. In 2003/2004 speelde de Hondurees bij het Uruguayaanse Peñarol, waarmee Álvarez de landstitel won. In 2004 vertrok hij naar Italië, waar Álvarez op huurbasis speelde bij Cagliari Calcio (2004/2005) en AS Roma (2005/2006). In 2006 kocht AS Roma hem van Peñarol om Álvarez direct weer te verhuren aan FC Messina.

## Spelerstatistieken
| seizoen    | club                      | land                          | competitie       | wed. | goals |
| ---------- | ------------------------- | ----------------------------- | ---------------- | ---- | ----- |
| 1996/97    | Deportivo Platense        | Vlag van Honduras (1949-2022) | Liga Nacional    | 0    | 0     |
| 1997/98    | Deportivo Platense        | Vlag van Honduras (1949-2022) | Liga Nacional    | 0    | 0     |
| 1998/99    | Deportivo Platense        | Vlag van Honduras (1949-2022) | Liga Nacional    | 0    | 0     |
| 1999/00    | Deportivo Platense        | Vlag van Honduras (1949-2022) | Liga Nacional    | 21   | 2     |
| 2000/01    | Deportivo Platense        | Vlag van Honduras (1949-2022) | Liga Nacional    | 39   | 4     |
| 2001/02    | Deportivo Platense        | Vlag van Honduras (1949-2022) | Liga Nacional    | 32   | 2     |
| 2002/03    | Deportivo Platense        | Vlag van Honduras (1949-2022) | Liga Nacional    | 0    | 0     |
| 2003       | Peñarol                   | Vlag van Uruguay              | Primera División | 15   | 0     |
| 20034      | Peñaro]                   | Vlag van Uruguay              | Primera División | 11   | 0     |
| 2004/05    | →Cagliari Calcio (huur)   | Vlag van Italië               | Serie A          | 15   | 1     |
| 2005/06    | →AS Roma (huur)           | Vlag van Italië               | Serie A          | 20   | 0     |
| 2006/07    | AS Roma                   | Vlag van Italië               | Serie A          | -    | -     |
| 2006/07    | →FC Messina (huur)        | Vlag van Italië               | Serie A          | 32   | 2     |
| 2007/08    | AS Roma                   | Vlag van Italië               | Serie A          | 1    | 0     |
| 2007/08    | →AS Livorno Calcio (huur) | Vlag van Italië               | Serie A          | 8    | 0     |
| 2008/09    | →Pisa Calcio (huur)       | Vlag van Italië               | Serie B          | 27   | 5     |
| 2009/10    | AS Bari                   | Vlag van Italië               | Serie A          | 37   | 3     |
| Bijgewerkt | 4-8-2010                  |                               |                  |      |       |